# Riki-Oh
Riki-Oh ( 力王 Riki-Oh ) es un manga que más tarde sería adaptado a dos OVAs y una película llamada Riki-Oh: La historia de Ricky. Creado por Masahiko Takajo y Saruwatari Tetsuya, la historia trata de un hombre joven que ha aprendido el arte de Qigong un arte que le permite ser tan fuerte al punto de perforar literalmente agujeros a través de las personas y los objetos sólidos. Fue publicado en los Negocios Jump desde 1987-1990 y publicado más tarde en 12 volúmenes.
Fuera de Japón, fue traducido y publicado sólo en Hong Kong por Comicsworld en nueve volúmenes. La única diferencia entre las dos ediciones, además de la diferente numeración de páginas de cada volumen, es la ausencia de la historia corta "NY Dust", que no está relacionado con Riki-Oh, en la edición de Hong Kong.

## Historia
La historia está ambientada en un distópico futuro donde el calentamiento global ha devastado la mayor parte de la tierra y el mundo está sufriendo de una depresión económica que llevó a un aumento de la delincuencia.
La historia se centra alrededor de Saiga Riki-Oh, bendecido con fuerza inhumana, que, después de tomar venganza en contra de un yakuza que fue responsable de la muerte de un niño que se hizo amigo de él (en la película, que era su novia que murió), termina en una prisión de máxima seguridad de propiedad de una organización privada. La historia sigue a Riki y la búsqueda de su hermano pequeño Saiga Nachi, que lleva una esvástica símbolo en su mano derecha y también posee una fuerza sobrehumana.
Riki-Oh se encontrará con muchos oponentes mortales, ya sea con fuerza sobrehumana o artes marciales durante su viaje para vengar a su novia y en busca de su hermano.

## Publicación
Riki-oh fue lanzado en dos OVAs. La primera fue llamado Riki-Oh: La pared del infierno (1989). El segundo se titula Riki-oh: El chico de la destrucción (1990). El primero es un recuento de los capítulos de la prisión y el segundo es la aventura de Riki para encontrar a su hermano, Nachi, y detener su diabólico culto.